# Sonia Villacrés
Sonia Margarita Villacrés Mejía (Guayaquil, 8 de abril de 1953)es una docente y psicóloga educativa jubilada ecuatoriana, es la primera mujer sordociega que obtuvo una educación completa en Ecuador. Actualmente se desempeña como motivadora y conferencista en temas de discapacidad auditiva y visual.

## Biografía
Villacrés nació en Guayaquil, cuando tenía 12 años de edad, como consecuencia del fuerte golpe en la cabeza ocurrido tras la caída de una hamaca, perdió la visión. Y como efecto adverso de la medicina que utilizaba para la pérdida de la visión, también perdió la audición.
Tempranamente aprendió a comunicarse con el lenguaje dactilológico (movimientos de los dedos para formar letras del alfabeto). Aun así no se adaptó al colegio, por lo que tuvo que retirarse de la educación secundaria. Después de varios años de capacitación y de aprender a leer en braille e inglés en la Hadley School for the Blind, retomó sus estudios de secundaria en el colegio Dolores Sucres donde se graduó a los 24 años.
Inicialmente y ante la declaración de poseer una discapacidad le fue negada la matrícula universitaria, por lo que posteriormente tuvo que ocultar su discapacidad para poder ingresar en la universidad. Obtuvo varios títulos en la Universidad de Guayaquil en docencia y psicología, un masterado en educación especial. Trabajo en la Escuela Municipal de Ciegos Cuatro de Enero, por 36 años, hasta que se jubiló en 2014.
Como activista y conferencista por los derechos de los discapacitados ha visitado 52 países entre ellos: a recorrido EE. UU., África, Tailandia y Argentina.

## Sociedades que integró
Vicepresidenta de la Federación Mundial de Personas Sordociegas.
Experta internacional del panel de la Organización de la Naciones Unidas (ONU) en la Convención de los derechos de las personas con discapacidad.
Presidenta de la Federación Latinoamericana de sordociegos. 